# ناحیه بوهمیا، میشیگان
ناحیه بوهمیا (به انگلیسی: Bohemia Township) یک منطقهٔ مسکونی در ایالات متحده آمریکا است که در شهرستان انتوناگون، میشیگان واقع شده‌است.
 ناحیه بوهمیا  ۸۲ نفر جمعیت دارد و ۳۶۵ متر بالاتر از سطح دریا واقع شده‌است.